# Nahikari García
Nahikari García Pérez (Urnieta, Guipúzcoa, País Vasco; 10 de marzo de 1997) es una futbolista española que juega como delantera en el Club América de la Primera División Femenina de México.

## Trayectoria
Nahikari juega al fútbol desde temprana edad. Al principio por las calles de Urnieta con los chicos de la localidad y a los 9 años es fichada por el Añorga KKE.

### Real Sociedad
En el mercado de invierno de la temporada 2013-14, la Real Sociedad cerró el fichaje de Nahikari procedente del Añorga, que por entonces tan sólo tenía 16 años. El 5 de enero, pocos días después de su incorporación, debutó en Primera División de la mano de su entrenador Unai Gazpio. Disputado ante el Levante Unión Deportiva, jugó los 90 minutos. Su primera temporada la cerró con 10 goles.
En la siguiente temporada, Nahikari batió el récord de mayor cantidad de goles en una temporada por parte de una jugadora de la Real Sociedad, alcanzando la cifra de 16 goles. Su buena temporada terminó con momentos destacados como el del gol logrado contra su máximo rival, el Athletic Club, y un triplete contra el Levante. Sus actuaciones impulsaron al equipo «txuri-urdin» al quinto puesto en la clasificación de la Primera División, siendo esa la posición más alta del club desde su formación en 2004. Durante esa temporada, la Real Sociedad también llegó a los cuartos de final de la Copa de la Reina, donde cayó eliminada por el Fútbol Club Barcelona por 5-1. En ese partido, Nahikari marcó el único gol de su equipo. Su desempeño a lo largo de la temporada la llevó a ser nominada para el premio a la mejor delantera de la temporada en Primera División.
Su progresión fue destacable y a principios de 2016 fue incluida junto a Charlyn Corral, Alexia Putellas, Iraia Iturregi y Amanda Sampedro en un vídeo de promoción de la temporada 2016-17, como una de las referentes del campeonato. El 9 de diciembre marcó un nuevo triplete en la victoria liguera por 4-0 ante el Oiartzun y, en abril del año siguiente, firmó un nuevo contrato de dos años con el club. Un gol suyo en la última jornada no fue suficiente para evitar que el Athletic se proclamara campeón y la Real cayó por 2-1 ante su rival vasco.
La Real Sociedad tuvo problemas durante la primera mitad de la temporada siguiente y, en noviembre, el club despidió al entrenador Juanjo Arregi. Nahikari fue de las primeras en rechazar las críticas a su antiguo entrenador en una entrevista con el diario Mundo Deportivo, afirmando que le entristecía su marcha y que las jugadoras también debían asumir su parte de culpa.[cita requerida] Al mes siguiente, marcó cinco goles al Zaragoza Club de Fútbol en una victoria por 6-1 en la que es una de sus mejores actuaciones de siempre.[cita requerida] Además, con su desempeño ese día, ayudó al club a salir de la zona de descenso. Al final, marcó 17 goles esa temporada y el equipo mejoró para terminar la campaña en la séptima posición. Tras la conclusión de la temporada, se le ofreció la oportunidad de fichar por el Paris Saint Germain Football Club, pero eligió permanecer en San Sebastián y continuar con sus estudios de medicina en España.
El 17 de febrero de 2019, Nahikari asistió a su compañera Kiana Palacios en la victoria por 3-1 de la Real Sociedad sobre el Sevilla Fútbol Club y, de este modo, ayudó a su club a clasificarse para la final de la Copa de la Reina por primera vez en su historia. El decisivo partido tuvo lugar el 11 de mayo y ella consiguió marcar un gol en la victoria por 2-1 sobre el Atlético de Madrid para certificar la primera victoria en la Copa del club donostiarra.

### Real Madrid
El 1 de julio de 2021 el Real Madrid Club de Fútbol oficializó el fichaje de Nahikari por las siguientes dos temporadas. Tras un difícil comienzo de temporada por parte del equipo —el cual tuvo que afrontar la salida de varias jugadoras, y las lesiones de otras tantas, por lo que perdió muchas de las piezas fundamentales del equipo—, fue progresando lentamente mientras cosechaba no buenos resultados. Sí lograron el acceso a la fase de grupos de la Liga de Campeones tras derrotar en la previa al Manchester City Football Club por un global de 2-1. El 31 de agosto fue el primero de los dos encuentros, y fue, además del del equipo, el debut de Nahikari en la competición.
El registro de su primer gol se produjo el 13 de noviembre, en la victoria por 1-4 frente al Real Betis Balompié, al rematar de cabeza un centro de Claudia Zornoza.

## Carrera internacional

### Categorías inferiores
El primer contacto de Nahikari con las selecciones inferiores españolas se produjo cuando apenas tenía quince años. Después de la baja de una jugadora que no podía viajar con la selección sub-17, ella fue la llamada para ocupar la vacante.
En 2013, fue galardonada con la Bota de Oro del Campeonato de la UEFA Femenino sub-17, terminando como única jugadora que había anotado más de un gol. Finalmente, España fue eliminada por Suecia en las semifinales pero terminó el torneo en tercera posición tras vencer a Bélgica en el partido por el tercer puesto. En la edición del torneo del año siguiente, Nahikari volvió a formar parte del combinado nacional y, esta vez, España dio un paso más, terminando como subcampeona después de perder la final frente a Alemania. Esa fue la segunda vez que España terminaba como subcampeona en un gran torneo en el mismo año, ya que en abril había caído ante Japón en la final de la Copa Mundial Femenina sub-17 de la FIFA.
En julio de 2016 Nahikari, que era la única jugadora de la Real Sociedad que formaba parte de la selección, capitaneó a España hasta la plata del Campeonato Femenino sub-19 de la UEFA, perdiendo la final por 2-1 ante la anfitriona Francia. Nahikari tuvo dos oportunidades de empatar el partido, pero fue víctima de un terreno de juego encharcado, fallando un penalti en la primera parte y errando una oportunidad muy clara en el tiempo de descuento como consecuencia de las condiciones del campo. El partido se suspendió durante más de dos horas después del descanso debido a las condiciones climatológicas y, cuando las jugadoras volvieron al césped, algunas zonas del campo estaban completamente encharcadas. Nahikari fue criticada por gran parte de los medios de comunicación, pero recibió un apoyo por parte de sus seguidores y compañeras, lo que le llevó a publicar en Instagram, después del torneo, un post de agradecimiento a todos los que la habían apoyado en ese momento. Ese encuentro fue tu tercera participación en una final continental, después de haber sido subcampeona en la anterior edición del torneo y en el Campeonato Femenino sub-17 de la UEFA; récord que comparte con sus compañeras Andrea Sánchez Falcón y Naria Garrote. 
Ese mismo año, Nahikari fue seleccionada como una de las capitanas de la Copa Mundial Femenina sub-20 de la FIFA 2016, celebrada en Papua Nueva Guinea. La delantera vasca debutó el 13 de noviembre en el partido inaugural de España en el torneo, en un partido que vencieron por 5-0 frente a Canadá. Su único gol del torneo lo marcó el 24 de noviembre en la derrota por 3-2 ante Corea del Sur, que supuso la eliminación de España en los cuartos de final.

### Selección absoluta
En agosto de 2018, Nahikari fue llamada por primera vez para la selección absoluta por el entrenador Jorge Vilda. El 31 de agosto debutó y marcó a los ocho minutos de entrar como suplente en la segunda parte en una victoria por 5-1 ante Finlandia. 
Su único gran torneo hasta la fecha con el equipo absoluto fue en el Mundial de 2019. Nahikari disputó como suplente el primer partido, en el que España venció por 3-1 a Sudáfrica. En el segundo partido, frente a Alemania, jugó los 90 minutos en la derrota por 1-0 y, en el tercer partido, también fue titular frente a China, cuando empataron 0-0. España perdió en los octavos de final frente a Estados Unidos, que finalmente se proclamó campeona del mundo.

## Estadísticas

### Clubes
Actualizado al último partido disputado el 1 de junio de 2022.
Datos entre 2012 y 2013 con la Sociedad Cultural y Deportiva Añorga desconocidos.
| Añorga K. K. E.   | 2012-13       | 2.ª           | ?   | ?   | –  | – | –  | – | 0   | 0   | 0    |
| Añorga K. K. E.   | 2013-14       | 2.ª           | ?   | ?   | –  | – | –  | – | 0   | 0   | 0    |
| Añorga K. K. E.   | Total club    | Total club    | 0   | 0   | 0  | 0 | 0  | 0 | 0   | 0   | 0    |
| Real Sociedad     | 2013-14       | 1.ª           | 8   | 4   | 1  | – | –  | – | 9   | 4   | 0.44 |
| Real Sociedad     | 2014-15       | 1.ª           | 26  | 9   | –  | – | –  | – | 26  | 9   | 0.35 |
| Real Sociedad     | 2015-16       | 1.ª           | 27  | 16  | 1  | 1 | –  | – | 28  | 17  | 0.61 |
| Real Sociedad     | 2016-17       | 1.ª           | 25  | 15  | 1  | – | –  | – | 26  | 15  | 0.58 |
| Real Sociedad     | 2017-18       | 1.ª           | 30  | 17  | 2  | 1 | –  | – | 32  | 18  | 0.56 |
| Real Sociedad     | 2018-19       | 1.ª           | 29  | 16  | 4  | 3 | –  | – | 33  | 19  | 0.58 |
| Real Sociedad     | 2019-20       | 1.ª           | 14  | 11  | 3  | – | –  | – | 17  | 11  | 0.65 |
| Real Sociedad     | 2020-21       | 1.ª           | 28  | 11  | 1  | – | –  | – | 29  | 11  | 0.38 |
| Real Sociedad     | Total club    | Total club    | 187 | 99  | 13 | 5 | 0  | 0 | 200 | 104 | 0.52 |
| Real Madrid C. F. | 2021-22       | 1.ª           | 24  | 4   | 4  | – | 10 | – | 38  | 4   | 0.11 |
| Real Madrid C. F. | 2022-23       | 1.ª           | –   | –   | –  | – | –  | – | 0   | 0   | 0    |
| Real Madrid C. F. | Total club    | Total club    | 24  | 4   | 4  | 0 | 10 | 0 | 38  | 4   | 0.11 |
| Total carrera     | Total carrera | Total carrera | 211 | 103 | 20 | 5 | 10 | 0 | 241 | 108 | 0.45 |
| 1. 2. 3.          |               |               |     |     |    |   |    |   |     |     |      |

## Palmarés

### Campeonatos nacionales
| Título | Club          | Año  |
| ------ | ------------- | ---- |
| Copa   | Real Sociedad | 2019 |

### Distinciones individuales
| Distinción                     | Año     |
| ------------------------------ | ------- |
| Bota de Oro del Europeo sub-17 | 2013    |
| Premio Revelación              | 2019-20 |

## Premios y reconocimientos
- Elegida en el Once de Oro de los premios ‘Fútbol Draft’ 2018 y 2017.[14]